# Hugo Cadenbach (Bankier)
Hugo Cadenbach (* 2. Oktober 1916 in Aachen; † 29. September 2000 ebenda) war ein deutscher Privatbankier und Diplomat. Er war Inhaber zahlreicher Ehrenämter, insbesondere Sprecher des Direktoriums des Internationalen Karlspreises zu Aachen sowie Präsident und Ehrenpräsident des Aachen-Laurensberger Rennvereins.

## Leben
Hugo Cadenbach wurde 1916 auf Schloss Rahe, dem Wohnsitz seines Großvaters Victor Weidtman und dessen Frau Adele, geboren. Seine Eltern waren Hugo Cadenbach, Landgerichtsrat und Generaldirektor sowie Vorstandsvorsitzender der Stolberger Zink, eines Bergbau- und Metallverhüttungsunternehmens, und Maria Cadenbach, geb. Weidtman, eine Schwester des Bankiers Hans Weidtman. Seine Schwester Ingeborg war verheiratet mit Fritz Schultz-Grunow. Hugo Cadenbach besuchte in Aachen das Kaiser-Wilhelm-Gymnasium, das heutige Einhard-Gymnasium, und ab 1931 das Internat Salem. Sein Abitur legte er 1935 am Kaiser-Wilhelm-Gymnasium ab. Nachdem er den für Gymnasiasten und Oberschüler verpflichtenden Reichsarbeitsdienst in Paustenbach in der Eifel abgeleistet hatte, folgte der Eintritt in die Wehrmacht, namentlich das Reiterregiment 15 in Paderborn. Während des Zweiten Weltkrieges in Frankreich, Russland und Italien eingesetzt, geriet Hugo Cadenbach – bei Kriegsende Rittmeister – im Mai 1945 in Livorno in amerikanische Kriegsgefangenschaft, aus der er im August 1945 entlassen wurde. Bereits 1944 hatte Hugo Cadenbach Irmgard Monheim aus der Aachener Fabrikantenfamilie Leonard Monheim, eine Schwester von Irene Ludwig, geheiratet. Der Industrielle und Kunst-Mäzen Peter Ludwig war ein Schwippschwager Hugo Cadenbachs.
Nach seiner Rückkehr aus dem Krieg war Hugo Cadenbach zunächst als Handlungsreisender in der Firma seines Schwiegervaters, der Leonhard Monheim AG, tätig. Ab 1961 wurde Hugo Cadenbach Teilhaber, später persönlich haftender Gesellschafter, Vorstandsmitglied und schließlich Vorsitzender des Verwaltungsrats des Bankhauses Delbrück & Co. Hugo Cadenbach nahm bald eine bedeutende Rolle im Wirtschafts- und Kulturleben der Stadt Aachen ein. Er war seit 1969 Mitglied im Direktorium der Gesellschaft für die Verleihung des Internationalen Karlspreises zu Aachen und von 1981 bis 1997 dessen Sprecher, seit 1955 Mitglied im Vorstand und von 1959 bis 1999, als Nachfolger von Rudolf Georgi, Vorstandsvorsitzender des Evangelischen Krankenhausvereins, des Trägers des Luisenhospitals Aachen, von 1968 bis 1982 Vizepräsident sowie von 1982 bis 1991 Präsident und später Ehrenpräsident des Aachen-Laurensberger Rennvereins, des Ausrichters des CHIO Aachen. Darüber hinaus war er unter anderem Mitglied des Vorstands der Deutsch-Niederländischen Handelskammer, Handelsrichter, Mitglied von Aufsichtsrat, Verwaltungsrat und Beirat zahlreicher Gesellschaften, Mitglied und Vizepräsident der Industrie- und Handelskammer sowie Vorsitzender des Aachener Bachvereins und der Gesellschaft der Musik- und Theaterfreunde Aachen und langjähriges Mitglied im Club Aachener Casino. Von 1974 bis 1990 war Hugo Cadenbach Honorarkonsul der Niederlande für den Regierungsbezirk Köln, ab 1990 Honorarkonsul Ungarns für Nordrhein-Westfalen.
Hugo Cadenbach fand seine letzte Ruhestätte in der Familiengruft auf dem Heißbergfriedhof in Burtscheid.

## Ehrungen und Auszeichnungen
Hugo Cadenbach erhielt zahlreiche Ehrungen und Auszeichnungen, unter anderem 1998 das Große Verdienstkreuz mit Stern und Schulterband der Bundesrepublik Deutschland, 1999 das Großkreuz des Orden de Isabel la Católica, das Komturkreuz des luxemburgischen Verdienstordens sowie den Verdienstorden des Landes Nordrhein-Westfalen. Er war Offizier im Orden von Oranien-Nassau, Ehrenbürger der RWTH Aachen, Ehrenpräsident der Deutsch-Niederländischen Gesellschaft und Ehrenkommendator des Johanniterordens. Er trug das Goldene Ehrenkreuz der deutschen Reiter und am 6. Oktober 1991 wurde ihm das Ehrenbürgerrecht der Stadt Aachen (Liste der Ehrenbürger von Aachen) verliehen.